# Carlsburg (Adelsgeschlecht)

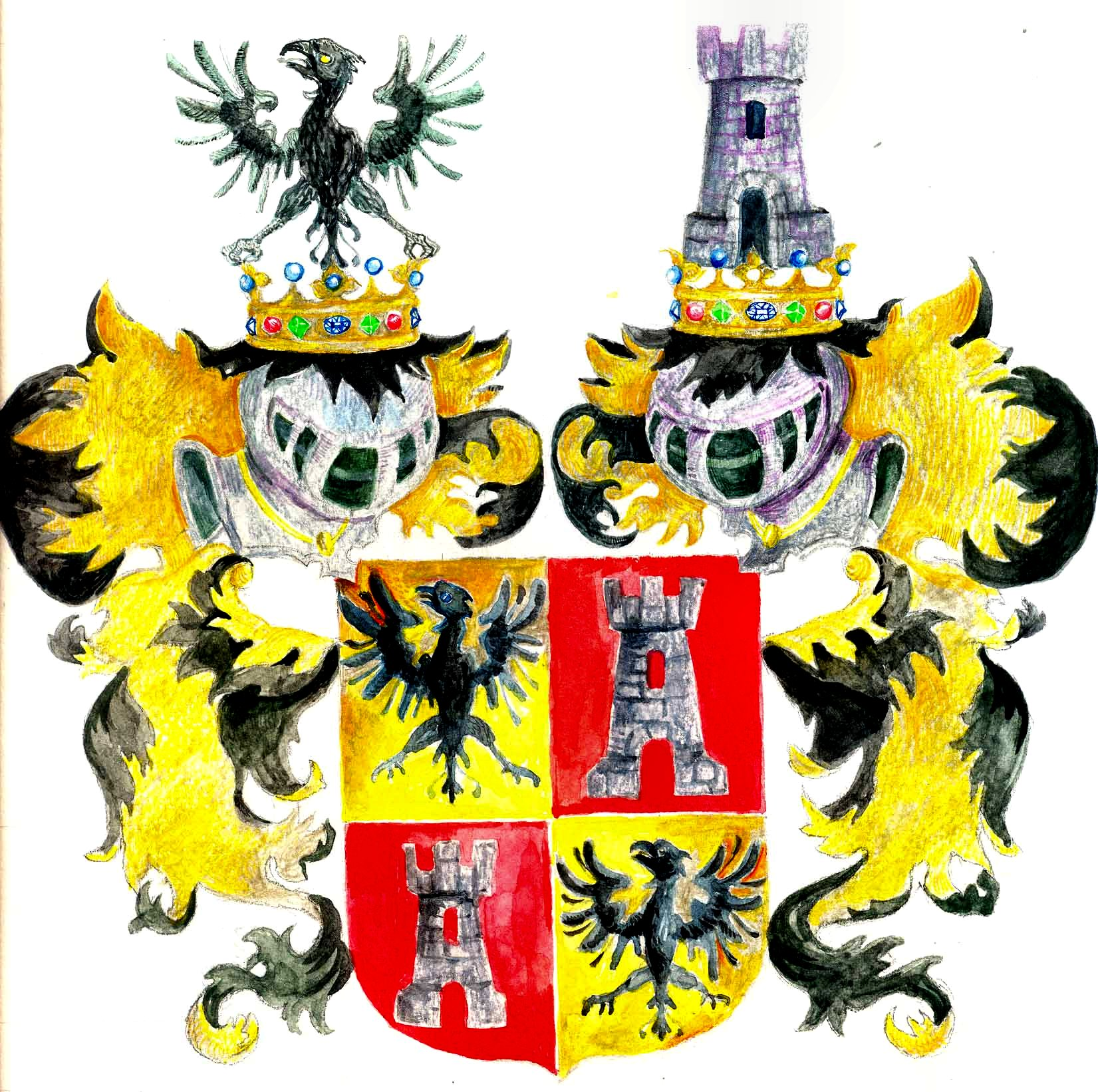
Wappen derer von Carlsburg

Das Geschlecht von Carlsburg stammt der Überlieferung nach aus Schweden.

## Geschichte
Dietrich Wagner soll seit 1593 königlich-schwedischer Oberstleutnant gewesen sein. Der gleichnamige Amtmann von Walkenried war seit 1655 Besitzer eines Lehnguts in Sundhausen.
Am 16. April 1712 wurde den Brüdern Johann Friedrich und Bodo Wilhelm Wagner durch den Fürsten Christian Wilhelm I. von Schwarzburg-Sondershausen ihr adliger Stand mit dem Namenszusatz von Carlsburg legitimiert. Alle heute noch blühenden Zweige der Familie gehen auf Johann Christian Wagner von Carlsburg zurück, der 1709 Johanne Sophia von Heldern heiratete, deren Vater als Letzter seines Stammes starb.
Der Stammsitz der Familie ist bis 1904 die gleichnamige Carlsburg in Sundhausen, die unter Alfred von Carlsburg, verheiratet mit Marie P. Renata Baronin von Ungern-Sternberg, erweitert wurde. Seit Ende des 18. Jh. bis Mitte des 19. Jahrhunderts bezog die Familie ihre Besitzungen in der Nähe von Guben (Schöneiche, Groß Bösitz u. a.). In Guben befand sich auch die Familiengruft aus dem 18. Jh., die heute nicht mehr steht.
Die Familie von Carlsburg gehört u. a. zu den direkten Nachfahren von Lucas Cranach d. Ä. (1472–1553), Maler u. Grafiker der Renaissance, und zu Benedikt Carpzov der Ältere (1565–1624), Professor der Rechtswissenschaften.

## Wappen
Der Wappenschild ist geviert: Die Felder 1 und 4 zeigen einen schwarzen Adler in Gold, die Felder 2 und 3 einen silbernen Burgturm in Rot. Das Wappen weist zwei gekrönte Helme auf, die Helmzieren sind ein schwarzer Adler und ein Burgturm. Die Helmdecken sind schwarz und gold.

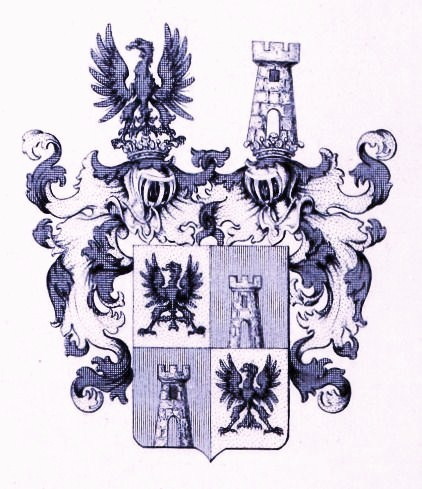
Wappen derer von Carlsburg
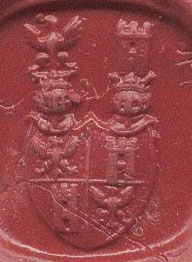
Siegelabdruck, 19. Jahrhundert

## Die Familie von Carlsburg in der Literatur
Am 7. August 1823 schreibt Wilhelm Freiherr von Humboldt, ein Verwandter derer von Carlsburg, an seine Gattin Caroline von Humboldt folgende Zeilen: „Ich habe Dir so lange, liebes Kind, nichts Komisches geschrieben, und habe heute etwas so Eminentes in dieser Art von Mathilden erfahren, daß ich schlechterdings damit anfangen muß. Stell Dir vor, Carlsburg und seine Frau haben sich dergestalt in das unterirdische Reich ihres Hauses geteilt, daß er den Wein, sie den Bierkeller unter Aufsicht hat. Kein anderer unheiliger Fuß  betritt diese Regionen. Keine Flasche wird herausgeholt, kein Faß abgezogen, als durch sie selbst, oder in ihrer Gegenwart. Zum Herausholen nehmen sie aber nicht einmal Begleitung mit. Nach der Lage des Hauses nun finden sich Tage im Jahr, wo in den Bierkeller Wasser kommt. Alsdann zieht Carlsburg Wasserstiefel an und die Frau reitet auf ihm in den Bierkeller und verrichtet ihre Geschäfte. Ist Carlsburg einmal enrhumiert, so wird eine Magd zu diesem Ritt gebraucht. Das ist doch wirklich das Originellste, was man sich denken kann.“ (Sydow, Anna: Wilhelm und Caroline von Humboldt in ihren Briefen: Bd. 7, Berlin: 1916; S. 143 f.)

## Stammliste
Stammliste der Carlsburgs als Herren auf Sundhausen (1904 veräußert):
1. Dietrich Wagner (1609–1668), Amtmann von Walkenried und seit 1655 Besitzer eines Lehnguts in Sundhausen x Sophie Auguste von Elding (gest. 1670)
2. Botho Dietrich Wagner, Gren. Kapitän (1659–1708) x Maria Sophia v. Lentzen a.d. Hause Alt-Dammerow (gest. 1683)
3. Johann Friedrich Wagner von Carlsburg, Adelsstand mit v. Carlsburg 16. April 1712, (1683–1744) x Friederike Johanna Sophia von Heldern (geb. 1684)
4. Bodo Wilhelm Wagner von Carlsburg, Obrist, Adelsstand mit v. Carlsburg 16. April 1712, (1686–1761) x von Zenge (gest. 1761)
5. Ernst Friedrich von Carlsburg, Kurf. Sächs. Generalleutnant (1711–1786) x Luise Sophie Charlotte von Wilke a.d.H. Wolkramshausen (1717–1798)
6. Wallrad Friedrich Gustav von Carlsburg, Kgl. Sächs. Kreishauptmann u. Hauptmann der Armee (1751–1820) x Eva Wilhelmina Charlotte von Schönermark (1744–1780), Erbfrau auf Schöneiche, Gr. Bösitz und Plesse
7. Friedrich Heinrich Sigismund Gustav von Carlsburg (1779–1849), Vorsitzender des Communal-Landtags Niederlausitz von 1821 bis 1830 u. Stellv. von 1831 bis 1833, Kgl. Regierungs- u. Kreis-Landrat x Friederike Ernestine Therese von Heineken (1787–1837)
8. Karl Gustav Walrad v. Carlsburg (1812–1849), Kgl. Preuß. Premier Leutnant, Rittergutsbesitzer x Freiin Johanna Auguste Ida Diotwina v. Thermo a. d. H. Starzeddel (1817–1901)
9. Gustav Oswald Walrad Alfred von Carlsburg, Amtsvorsteher und Rittergutsbesitzer, Direktor von Versicherungen (1848–1911) x Freiin Marie Pauline Renata von Ungern-Sternberg, Freiin zu Pürkel a.d.H. Echmes (1852–1932)
10. Waldemar Hellmuth von Carlsburg, Amtsvorsteher (1885–1956) x Johanna Berta Emma Emilie Schilling (1892–1932)